# Ambasciatori (Holbein il Giovane)
Gli Ambasciatori è un dipinto a olio su tavola (206x209 cm) di Hans Holbein il Giovane, databile al 1533 e conservato nella National Gallery di Londra. Fra le opere più celebri della galleria, si tratta di un doppio ritratto a figura piena, ambientato vicino a uno scaffale con due ripiani colmi di oggetti simbolici ed evocativi, fra cui un'indistinguibile scia sul pavimento: guardando il dipinto in scorcio di lato essa diventa un teschio, memento mori alla fugacità delle cose terrene.

## Storia
L'opera fu dipinta in occasione della visita di Georges de Selve, ritratto sulla destra, vescovo di Lavaur accreditato presso la Santa Sede e poi ambasciatore a Venezia, fatta all'amico Jean de Dinteville, ritratto sulla sinistra, ambasciatore francese a Londra, uno dei più apprezzati collaboratori del re di Francia Francesco I per gli affari internazionali. Nel 1533 il de Dinteville aveva infatti assistito allo scisma anglicano voluto da Enrico VIII, evento narrato con amarezza nei suoi diari, ma consolato, appunto, dalla visita dell'amico.
Holbein era noto per la velocità con cui, tramite schizzi, fissava i tratti dei personaggi da ritrarre. Sebbene il completamento del dipinto abbia richiesto molti mesi, è probabile che i due protagonisti abbiano dovuto posare solo una volta.
L'opera entrò nelle collezioni della National Gallery di Londra, ove è tuttora esposta, nel 1890.

## Descrizione

### I protagonisti
I due uomini sono ritratti in tutto il vigore della giovinezza e nella sontuosità del loro rango sociale. Jean de Dinteville all'epoca aveva 29 anni (come ricorda un'incisione sul fodero del pugnale che sta stringendo con la mano destra) ed è ritratto mentre indossa un vestito quasi da sovrano, con una casacca in seta rosa, che lascia intravedere tramite tagli e sbuffi la camicia bianca sottostante, un vestito nero e una casacca dello stesso colore bordata da una costosa pelliccia di volpe bianca. Indossa brache strette al polpaccio, calzature con leggero sbuffo e un cappello nero. Al collo pende un medaglione all'antica, con l'immagine di San Michele che sconfigge il demonio. Alla cinta in vita è appesa la spada, dall'elsa scura. Straordinaria è la decorazione del fodero dorato del pugnale, così come la nappa che vi è appesa. L'atteggiamento disinvolto con cui appoggia un braccio al mobiletto sullo sfondo rivela alcune caratteristiche psicologiche come la sicurezza di sé, quasi baldanza.
Il personaggio di destra è invece Georges de Selve, un ecclesiastico vaticano di alto rango dell'età di 25 anni (è scritto sul bordo del libro su cui appoggia il gomito) che indossa un vestito più sobrio, legato al suo stato di prelato, anche se, a ben guardare, altrettanto sontuoso. La cappa scura è infatti foderata di pelliccia di visone e ha una ricca damascatura, per quanto cupa.

### Gli oggetti
Sullo sfondo di un tendaggio di seta verde di broccato si staglia, al centro, un alto scaffale con due ripiani; questi ultimi costituiscono le dominanti orizzontali del quadro e, in chiave allegorica, alludono alla bipartizione fra il mondo celeste e quello terrestre, oltre che agli interessi intellettuali dei due giovani, in linea con quelli delle classi più agiate. I due uomini, con la loro verticalità, torreggiano su ambedue i ripiani, facendo riferimento alla posizione unica dell'uomo nella concezione rinascimentale della creazione.
Sullo scaffale in alto, che come abbiamo già accennato simboleggia il mondo celeste, troviamo un elegante tappeto orientale sul quale sono collocati oggetti legati alle scienze e alle esplorazioni: quadranti, bussole, astrolabi, un torquetum e un globo blu, su cui è rappresentata la volta celeste con tutte le sue stelle e costellazioni. Si nota che la latitudine del globo è compresa fra i 42 e i 43 gradi, e copre un territorio che non coincide con l'Inghilterra, bensì con la Spagna o con l'Italia; sulla superficie sferica, inoltre, fra tutte le costellazioni campeggia agli occhi dell'osservatore quella del Cigno, contrassegnata con il nome latino di GALACIA. Sempre sul piano superiore, inoltre, è poggiato un oggetto che esplicita la limitazione della visione umana, una delle tematiche maggiormente trattate in questo quadro: si tratta della meridiana poliedrica, che presenta una discordanza fra le due superfici (i tempi indicati sono 9:30 su un lato e 10:30 sugli altri due) e lo gnomone impostato sul Nord Africa.
Anche il ripiano inferiore è ricco di oggetti. In posizione preminente troviamo un altro globo, stavolta non celeste, bensì terrestre: la sua superficie contiene tutto il sapere geografico dell'epoca e comprende anche la geografia politica (si nota la linea di demarcazione dei confini delle aree d'influenza spagnole e portoghesi, sancita nel 1494 con il trattato di Tordesillas) e la città di Polisy, in Francia, dove il Dinteville aveva il suo castello. Davanti al mappamondo è poggiato un libro di aritmetica, precisamente quello pubblicato da Peter Pian; alcuni studiosi hanno notato che l'opera inizia con la parola «Dividirt», da considerarsi una spia non solo della divisione matematica, bensì pure della divisione civile legata ai conflitti. Sul ripiano è appoggiato anche un libro di inni musicali, le cui pagine rimandano al primo versetto della traduzione di Lutero del canto del Veni Sancte Spiritus, in riferimento alle discordie religiose di quegli anni; dietro quest'ultimo è collocato un liuto con una corda spezzata, atta a simboleggiare la disarmonia e la limitazione della visione umana, tema affrontato anche dal quadrante poliedrico.
Negli oggetti riposti sui due ripiani, infine, è stato riconosciuto un rinvio alle discipline del quadrivio (geometria, musica, astronomia e aritmetica), articolazione delle arti liberali contrapposta alle scienze umane del trivio.

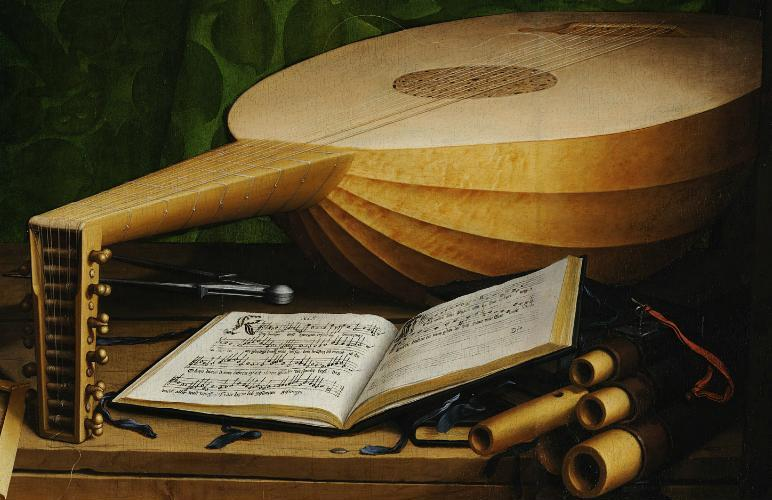
Il liuto
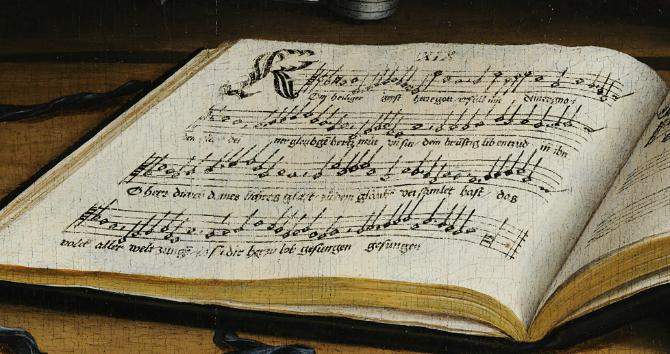
Il libro d'inni
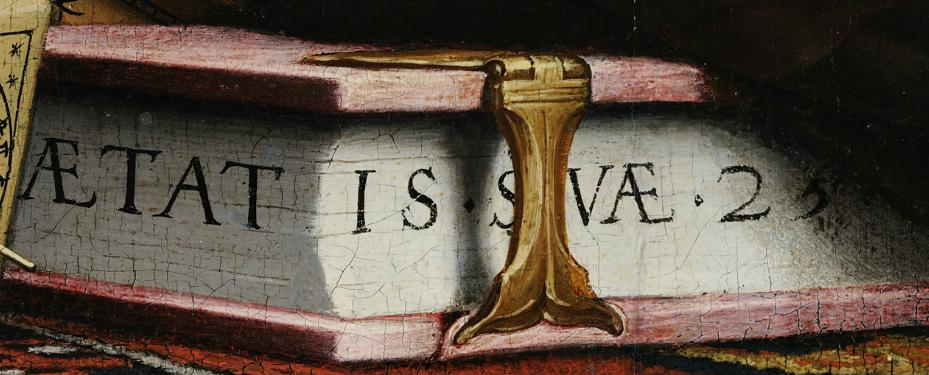
L'iscrizione sul bordo del libro
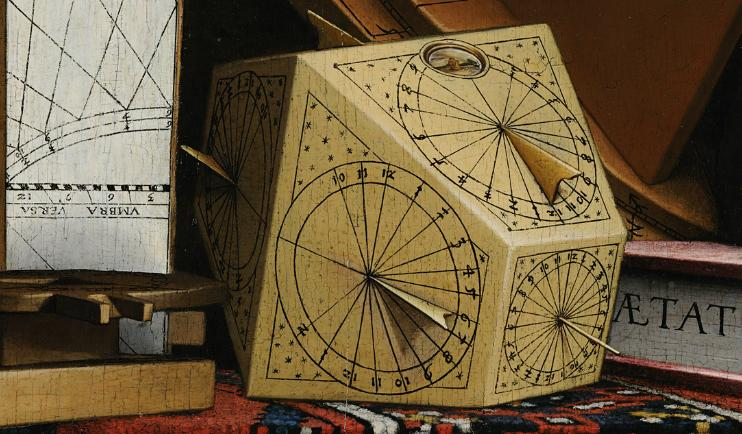
Il quadrante poliedrico
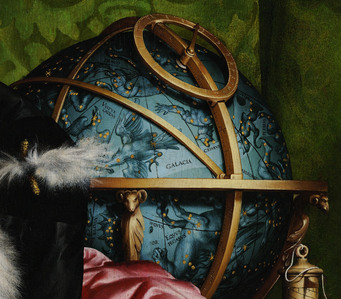
Il globo celeste
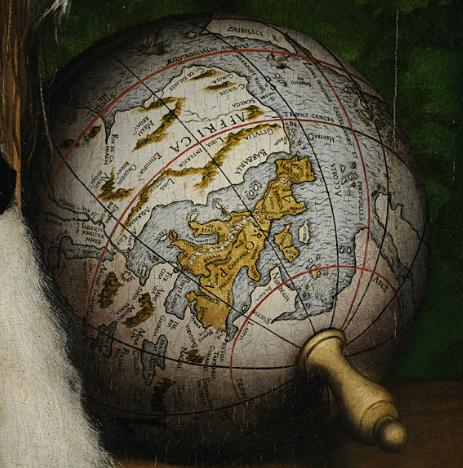
Il globo terrestre
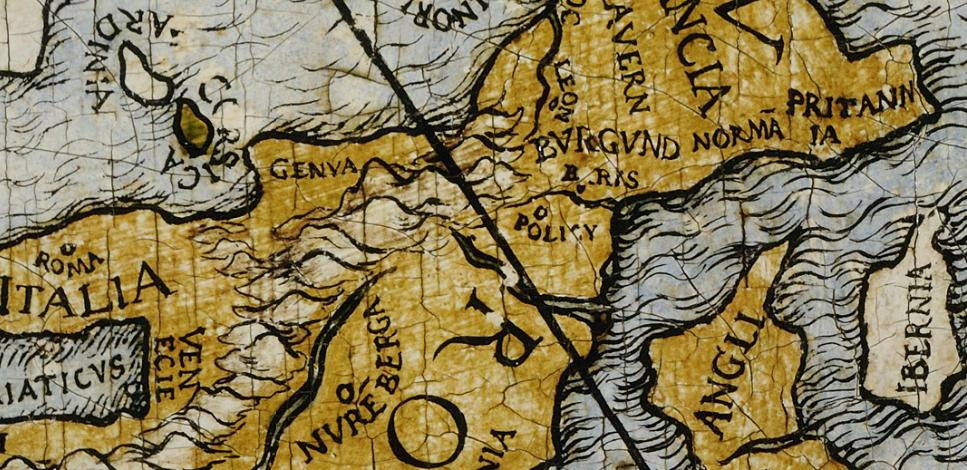
Dettaglio dell'Europa, con l'indicazione di Polisy

### Il pavimento
I due uomini poggiano su un pavimento finemente intarsiato che ricalca con precisione analitica quello duecentesco dell'abbazia di Westminster, a Londra. Non si sa con precisione il significato di questa scelta, anche se un indizio è dato da un'iscrizione apposta nei pressi del cerchio centrale del pavimento di Westminster, che recita: «spericus archetypum, globus hic monstrat macrocosmum»; malgrado alcune difficoltà interpretative, i critici oggi sono concordi nel fatto che tale versetto alluda al fatto che il modello di cerchi e quadrati riveste una grande importanza cosmologica, potendo essere visto come un diagramma del macrocosmo.
Il concetto di macrocosmo e microcosmo ebbe lungamente eco nell'arte rinascimentale: si possono trovare diagrammi simili nel pavimento della cappella Sistina, dove si mutuano le influenze rinascimentali alludendo alla posizione centrale che spetta all'uomo nell'universo, e nel progetto per San Pietro in Vaticano di Bramante.

### Il teschio

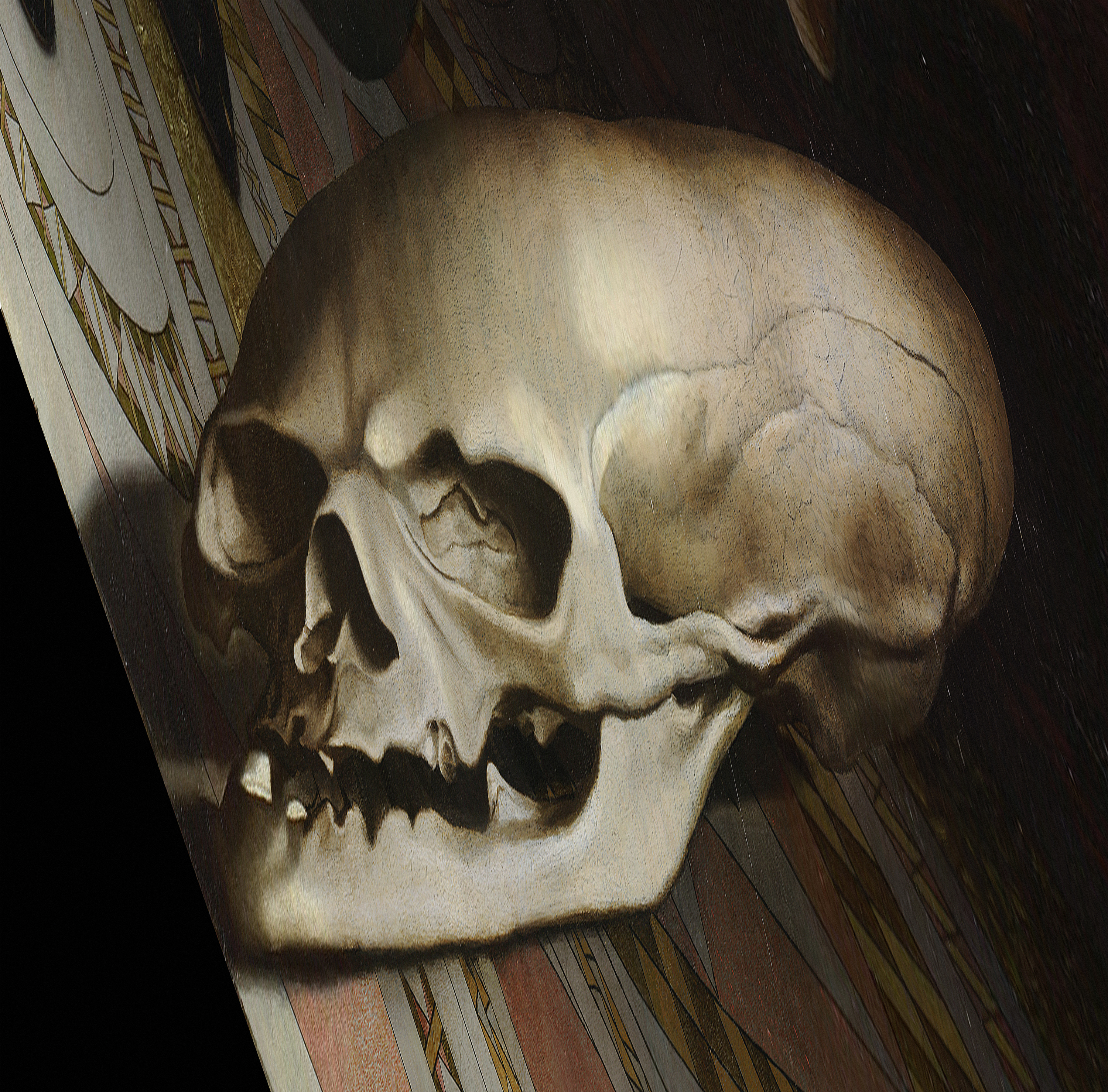
Dettaglio di scorcio del teschio

L'opera si manifesta esplicitamente come un «quadro-rebus» che si presta a diversi livelli interpretativi, sulla scia dei Vexierbilden (dipinti con segreto) comunemente realizzati in Germania. Questo raffinatissimo gioco d'astrazione è stato teatralmente spiegato da Jurgis Baltrušaitis, che lo paragona alla manifestazione di un segreto:
La figura ovoidale in basso che appare obliquamente sospesa sul pavimento, nel punto canonico di visione (ortogonale, ovvero "davanti" al dipinto), continua a rimanere incomprensibile; solo se analizzato dal lato destro del dipinto, a qualche metro di distanza, ecco il fantasma palesarsi in un teschio per effetto di una deformazione ottica nota come anamorfosi. Dal punto di vista allegorico il teschio è una vanitas, ovvero un memento iconico che allude all'inesorabilità dello scorrere del tempo, alla caducità della vita e alla natura effimera dei beni mondani. Negli Ambasciatori, in particolare, la morte viene intesa come una verità che trascende l'illusione dei sensi e l'inganno della pittura; questo profondo messaggio religioso viene ribadito dal piccolo crocifisso d'argento che si scorge, in alto a sinistra, dietro il tendaggio.
Il teschio, inoltre, si presta a diversi giochi visivi. È stato notato, infatti, che diventa percepibile anche quando viene visto attraverso un oggetto cilindrico di vetro, dalle dimensioni di un bicchiere di champagne; questa possibilità ha dato adito a un'eventuale finalità ludica degli Ambasciatori, che sarebbe stato mostrato agli ospiti di Dinteville in occasione dei brindisi. Analogamente, l'osservatore può giocare con l'effetto dell'anamorfosi con l'ausilio di un cilindro di vetro alto 30 cm e spesso 3 mm; impugnando obliquamente quest'ultimo nel senso inverso dell'anamorfosi principale si potrà scorgere, all'interno del teschio, un secondo piccolo teschio, dando così vita a un'originalissima mise en abyme metatestuale.
Anche la firma dell'autore, apposta nell'ombra proiettata da Jean de Dinteville, nasconde un'allusione al teschio: «Holbein», infatti, in tedesco antico significa letteralmente «osso incavato».